# Good morning, Vietnam
Good morning, Vietnam (títol original en anglès: Good Morning, Vietnam) és una pel·lícula de comèdia de guerra estatunidenca del 1987 escrita per Mitch Markowitz i dirigida per Barry Levinson. Ambientada a Saigon el 1965, durant la Guerra del Vietnam, la pel·lícula és protagonitzada per Robin Williams com a DJ de ràdio a l'Armed Forces Radio Service, que resulta molt popular amb les tropes, però indigna els seus superiors amb el que anomenen la seva "tendència irreverent". La història es basa lliurement en les experiències del DJ de ràdio AFRS Adrian Cronauer. Ha estat doblada al català.
La majoria de les actuacions de Williams que van retratar les emissions de ràdio de Cronauer eren improvisacions. La pel·lícula va ser estrenada per Buena Vista Pictures (sota la seva bandera Touchstone Pictures) amb èxit de crítica i comercial; pel seu treball a la pel·lícula, Williams va guanyar un Premi Globus d'Or al Millor Actor - Pel·lícula Musical o Comèdia i va ser nominat a un Oscar al millor actor i un Premi BAFTA al millor actor a un paper protagonista. La pel·lícula és el número 100 a la llista "AFI's 100 Years...100 Laughs".

## Argument
El 1965 l'aviador de segona classe Adrian Cronauer arriba a Saigon per treballar com a DJ a l'Armed Forces Radio Service. El soldat Edward Garlick el coneix a l'aeroport, que el porta a l'emissora de ràdio, on la seva actitud i comportament contrasten clarament amb els de molts membres del personal. El seu espectacle consisteix en llegir notícies estrictament censurades i segments d'humor irreverent barrejats amb música rock and roll, mal vista pels seus superiors, el segon tinent Steven Hauk i el sergent major Phillip Dickerson. Hauk s'adhereix a les estrictes directrius de l'exèrcit pel que fa a l'humor i la programació musical, mentre que Dickerson, sense humor i per escrit, generalment és abusiu amb tots els homes reclutats. No obstant això, el general de brigada Taylor i els altres discjòqueis s'apropen immediatament a Cronauer i la seva irreverent marca de comèdia.
Cronauer segueix Trinh, una noia vietnamita, a una classe d'anglès; després de subornar a l'instructor perquè el deixi prendre el relleu, Cronauer instrueix als estudiants amb argot i paraulotes americanes. Un cop acaba la classe, intenta parlar amb Trinh però el seu germà Tuan l'atura; En adonar-se de la inutilitat de perseguir-la, Cronauer fa amistat amb Tuan i el porta a Jimmy Wah's, un bar local de soldats. Dos soldats racistes, enfadats per la presència de Tuan, inicien un enfrontament que es converteix en una baralla.
Dickerson recrimina a Cronauer per l'incident, encara que els seus programes continuen amb normalitat, guanyant popularitat entre molts oients, mentre que a Dickerson i Hauk continua sense agradar-los. Mentre es relaxa a la tarda al Jimmy Wah, Cronauer és precipitat a fora per Tuan, dient que en Trinh vol veure'l. Un minut després, l'edifici explota, matant dos soldats i deixant a Cronauer sacsejat. Es determina que la causa de l'explosió és una bomba; quan Cronauer intenta difondre notícies de l'explosió, Dickerson ho pronuncia com a notícia no oficial, però Cronauer es tanca a l'estudi i n'informa de totes maneres. Dickerson està indignat i ordena tallar l'emissió. Més tard, Dickerson i Hauk convencen al general Taylor de suspendre Cronauer, i Hauk es fa càrrec de l'emissió de Cronauer, però els seus pobres intents d'humor i seleccions de música polka condueixen a una riuada de correus d'odi i trucades telefòniques que demanen el retorn de Cronauer.
Desmoralitzat, Cronauer passa el temps bevent i perseguint Trinh, tot i que és rebutjat repetidament. A l'emissora de ràdio, el general Taylor ordena a Hauk que reinstal·li Cronauer; Garlick comunica a Cronauer la notícia que ha tornat a l'aire, però Cronauer, encara abatut, es nega a reprendre les seves emissions. Poc després, Garlick condueix Cronauer i Tuan a la seva classe d'anglès quan un comboi de soldats de la 1a Divisió d'Infanteria atura el seu jeep en un carrer congestionat en direcció a Nha Trang. Garlick presenta en Cronauer a les tropes que el convencen perquè faci una "transmissió" improvisada abans que marxin a lluitar. Cronauer s'emociona per l'apreciació dels soldats i li recorda per què són importants les seves emissions; torna a treballar.
Dickerson aprofita una oportunitat per desfer-se permanentment de Cronauer aprovant la seva sol·licitud d'entrevistar soldats al camp i dirigint-lo deliberadament per la perillosa carretera controlada pel Viet Cong fins a An Lộc. El Jeep de Cronauer i Garlick xoca contra una mina i es veuen obligats a amagar-se a la selva de les patrulles del VC. De tornada a Saigon, Tuan s'alarma quan Cronauer deixa la classe d'anglès i s'assabenta del DJ Marty Dreiwitz que Cronauer tampoc va venir a la seva emissió aquell matí. Tuan roba una furgoneta per buscar en Cronauer i Garlick. Després que Tuan els trobi, la furgoneta s'avaria i fan aterrar un helicòpter de la Marina per portar-los de tornada a la ciutat.
De tornada a la base, Dickerson li diu a Cronauer que està fora de l'emissora permanentment. Es revela que Tuan és un agent de VC conegut com "Phan Duc To" i és responsable del bombardeig del Jimmy Wah; Dickerson ha organitzat l'acomiadament honorífic de Cronauer. Lamentablement, el general Taylor informa a Cronauer que no pot ajudar-lo aquesta vegada, ja que l'amistat de Cronauer amb Tuan danyaria la reputació de l'exèrcit estatunidenc. Després que Cronauer se'n va, Taylor informa a Dickerson que el trasllada a Guam, citant com a motiu la seva actitud hostil cap a Cronauer.

## Repartiment
- Robin Williams - Adrian Cronauer
- Forest Whitaker - SOldat Edward Garlick
- Tung Thanh Tran - Phan Duc To / Tuan
- Chintara Sukapatana - Trinh
- Bruno Kirby - Tinent Steven Hauk
- Robert Wuhl - Marty Lee Dreiwitz
- J. T. Walsh - Sergent Major Phillip Dickerson
- Noble Willingham - General Taylor
- Richard Edson - Soldadt Abersold
- Richard Portnow - Dan "The Man" Levitan
- Floyd Vivino - Eddie Kirk
- Juney Smith - Phil McPherson
- Củ Bà Nguyễn - Jimmy Wah

## Producció
La pel·lícula es va fer amb un pressupost de producció de 13 milions de dòlars. Williams va rebre "menys de 2 milions de dòlars" més punts de participació bruts.
El 1979, Adrian Cronauer va fer pitxing en un sitcom basat en les seves experiències com a DJ en l'AFRS. Tot i que un dels programes de televisió més populars de l'època va ser una peça d'època de la Guerra de Corea titulada M*A*S*H, les xarxes no estaven interessades, perquè no veien la guerra com a material de comèdia. Cronauer va renovar la seva comèdia en un guió per a una pel·lícula de televisió de la setmana, que finalment va cridar l'atenció de Robin Williams. Molt poc del tractament original de Cronauer va quedar després de la incorporació de l'escriptor Mitch Markowitz.
Comentant l'exactitud de la pel·lícula, el Cronauer de la vida real va comentar: "Estic molt content amb això. Per descomptat, mai va ser pensat per ser una biografia precisa punt per punt. Va ser pensada com una peça d'entreteniment, i (Williams) interpretava un personatge anomenat Adrian Cronauer que va compartir moltes de les meves experiències. Però en realitat, interpretava a Robin Williams." Comentant la seva interpretació a la pel·lícula, Cronauer va dir: "Qualsevol persona que hagi estat a l'exèrcit us dirà que si hagués fet la meitat de les coses d'aquella pel·lícula, encara estaria a Leavenworth. Molta imaginació de Hollywood va entrar a la pel·lícula. Vaig ser discjòquei al Vietnam i vaig ensenyar anglès en el meu temps lliure. No em van expulsar del Vietnam; Em vaig quedar durant la meva gira completa d'un any i em van donar de baixa honorablement." Cap de les persones de la pel·lícula es basa en persones reals que Cronauer va conèixer, tot i que els va descriure com a estereotips Les escenes en què Cronauer ensenya a la seva classe a jurar i utilitzar "argot de carrer", la seva persecució d'una dona vietnamita i el seu Jeep volat a la jungla, entre d'altres, són construccions per l'argument. Tanmateix, va ser testimoni de l'atemptat contra un restaurant del qual feia poc que havia marxat i es va enfrontar amb els censors de l'exèrcit quan se li va impedir informar-ne.
Segons Cronauer, Levinson va prohibir que ell i a Williams es coneguessin perquè el director "tenia por que si en Robin i jo ens coneixíem, que Robin d'alguna manera comencés a fer una imitació inconscient de mi, cosa que canviaria la seva caracterització". Williams i Cronauer es van conèixer finalment a l'estrena de la pel·lícula a Nova York.

## Recepció

### Resposta crítica

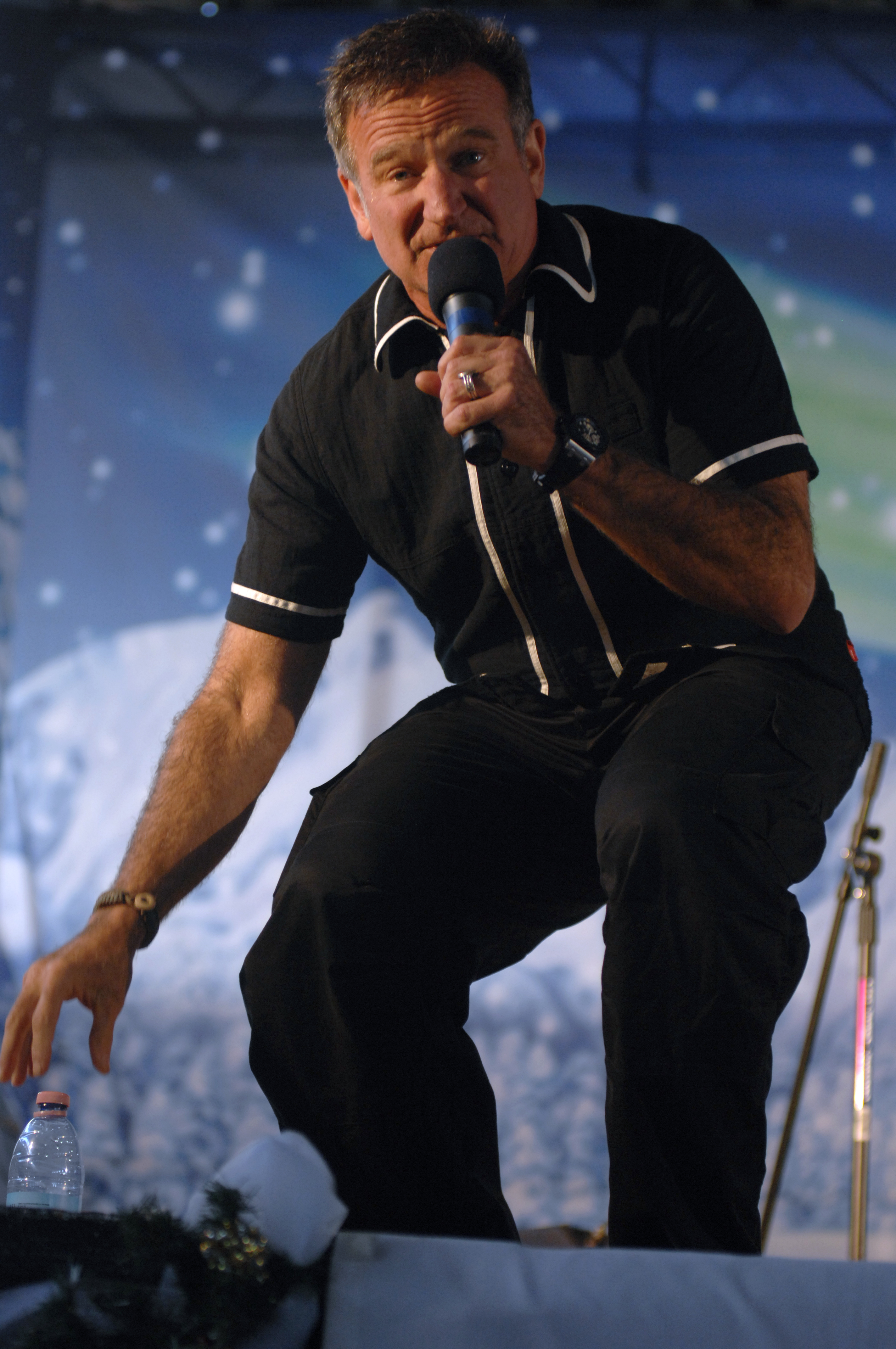
Williams va rebre l'aclamació de la crítica per la seva interpretació d'Adrian Cronauer a la pel·lícula, i va ser nominat i va guanyar diversos premis per la seva interpretació.

Good Morning, Vietnam va ser una de les pel·lícules amb més èxit de l'any, convertint-se en la quarta pel·lícula més taquillera del 1987.
La pel·lícula va rebre l'aclamació dels crítics de cinemas. Roger Ebert i Gene Siskel del programa de crítica Siskel and Ebert van premiar la pel·lícula "Two Thumbs Up", i Ebert va donar a la pel·lícula una crítica de quatre de quatre estrelles al Chicago Sun-Times. Richard Corliss de Time va anomenar la pel·lícula "la millor comèdia militar des de M*A*S*H", i la va anomenar una de les millors pel·lícules de l'any. Vincent Canby de The New York Times va anomenar la pel·lícula un "tour de force" cinematogràfic i va descriure l'actuació de Williams com "l'obra d'un actor consumat". Gran part de l'aclamació va ser per la interpretació de Williams, un paper que li va valdre una nominació a l'Oscar al millor actor.
La pel·lícula no va estar exempta de detractors. Hal Hinson de The Washington Post, va donar a la pel·lícula una crítica negativa. Mentre elogiava Williams, va sentir que la pel·lícula era "obligatòria i condescendent", i que la pel·lícula era només "una pel·lícula de concerts de Robin Williams soldava maldestrament a la trama a partir d'una antiga imatge de Danny Kaye."
Rotten Tomatoes atorga a la pel·lícula una puntuació del 89% basada en les crítiques de 44 crítics, amb una valoració mitjana de 7,4/10. El consens crític del lloc web afirma: "Una combinació ben calibrada de comèdia maníaca i drama commovedor, Good Morning, Vietnam ofereix una mirada captivadora a una àmplia gamma de regals cinematogràfics de Robin Williams." A Metacritic, la pel·lícula té una puntuació del 67% basada en les crítiques de 15 crítics, que indica "crítiques generalment favorables". Els públics enquestats per CinemaScore van donar a la pel·lícula una nota A−.

### Nominacions i premis
| Premi                                  | Categoria                                                  | Nominat(s)                                 | Resultat  |
| -------------------------------------- | ---------------------------------------------------------- | ------------------------------------------ | --------- |
| Premis Oscar de 1987                   | Oscar al millor actor                                      | Robin Williams                             | Nominat   |
| American Comedy Awards                 | L'actor més divertit d'una pel·lícula (paper protagonista) | Robin Williams                             | Guanyador |
| ASCAP Film and Television Music Awards | Top Box Office Films                                       | Alex North                                 | Guanyador |
| Premis BAFTA                           | BAFTA al millor actor                                      | Robin Williams                             | Nominat   |
| Premis BAFTA                           | BAFTA al millor so                                         | Bill Phillips, Clive Winter i Terry Porter | Nominat   |
| 45ns Premis Globus d'Or                | Globus d'Or al millor actor musical o còmic                | Robin Williams                             | Guanyador |
| 31ns Premis Grammy                     | Grammy al millor àlbum de comèdia                          | Robin Williams                             | Guanyador |
| Political Film Society Awards          | Peace                                                      | Peace                                      | Guanyador |
| Political Film Society Awards          | Premi Especial                                             | Premi Especial                             | Guanyador |
| Premis Sant Jordi                      | Millor actor estranger                                     | Forest Whitaker (també per Bird)           | Guanyador |
| Premis Sant Jordi                      | Millor actor estranger                                     | Robin Williams                             | Nominat   |

- AMC va nomenar Bon dia, Vietnam una de les 20 pel·lícules bèl·liques més grans de tots els temps.[22]
- El 2000, American Film Institute va incloure la pel·lícula a l'AFI's 100 Years...100 Laughs (#100).[23]

## Música

### Partitura
La partitura d'Alex North va ser publicada per Intrada Records l'any 2017. Com que l'obra completa dura només 17 minuts, es va emparellar amb Operation Dumbo Drop de David Newman.

### Banda sonora
L'àlbum de la banda sonora va ser certificat platí als EUA."What a Wonderful World" de Louis Armstrong va ser llançat com a senzill a causa de la pel·lícula i va assolir el número 32 al Top 40, 20 anys després del seu llançament original. L'àlbum va guanyar el Grammy al millor àlbum de comèdia el 1989.
Llista de cançons
1. Robin Williams – "Adrian Cronauer" (2:09)
2. Martha Reeves & The Vandellas – "Nowhere to Run" (2:55)
3. The Beach Boys – "I Get Around" (2:09)
4. Wayne Fontana & The Mindbenders – "The Game of Love" (2:04)
5. Robin Williams – "Adrian Cronauer" (0:15)
6. The Searchers – "Sugar and Spice" (2:13)
7. Robin Williams – "Adrian Cronauer" (0:47)
8. The Castaways – "Liar, Liar" (1:51)
9. The Beach Boys – "The Warmth of the Sun" (2:47)
10. Robin Williams – "Adrian Cronauer" (0:34)
11. James Brown – "I Got You (I Feel Good)" (2:44)
12. Robin Williams – "Adrian Cronauer" (0:08)
13. Them – "Baby, Please Don't Go" (2:40)
14. Robin Williams – "Adrian Cronauer" (0:33)
15. The Marvelettes – "Danger Heartbreak Dead Ahead" (2:28)
16. The Vogues – "Five O'Clock World" (2:19)
17. The Rivieras – "California Sun" (2:22)
18. Robin Williams – "Adrian Cronauer" (1:21)
19. Louis Armstrong – "What a Wonderful World" (2:17)

Els temes titulats "Adrian Cronauer" són monòlegs de comèdia interpretats per Williams en el personatge de la pel·lícula.
| Carta (1988)                  | Posició més alta |
| ----------------------------- | ---------------- |
| Austràlia (Kent Music Report) | 1                |
| US (Billboard 200)            | 10               |

## Seqüela cancel·lada
El 1992, Mark Frost va escriure un guió de seqüela, Good Morning, Chicago. La pel·lícula l'hauria protagonitzat Williams, repetint el seu paper de Cronauer, com a periodista a la Convenció Nacional Demòcrata de 1968 a Chicago, Illinois. El projecte va ser finalment descartat, a causa dels desacords entre Williams, Levinson i Disney, sobre la direcció de la pel·lícula.